# 优先级继承
优先级继承是实时计算中去除优先级翻转的一种方法。进程调度算法对获取到临界资源的进程(A)增加其优先级为所有等待该资源的进程中的最高优先级。 一旦进程(A)释放了该资源，就恢复到原来的优先级。

## 例子
考虑下例:
| Job Name | Priority |
| -------- | -------- |
| H        | High     |
| M        | Medium   |
| L        | Low      |

假定L获取到共享资源后，H申请该资源不得而被阻塞。优先级继承协议把L的优先级升级到H的级别。M将不能抢先L因而M被阻塞。当L释放资源后，恢复到低优先级并唤醒H。H有高优先级因而抢先了L的执行权。随后M、L依次恢复执行。 